# 464150 Kresken
464150 Kresken este o planetă minoră (asteroid) din centura de asteroizi. A fost descoperită pe 4 ianuarie 2010 la  de . 
Obiectul prezintă o orbită caracterizată de o semiaxă mare de 2,845713726189 UAi, o excentricitate de 0,11555837707823, o înclinație de 16,532211730275 ° în raport cu ecliptica.